# Ill Communication
Ill Communication – czwarty album studyjny hip-hopowego zespołu Beastie Boys, wydany w 1994 roku.

## Twórcy
- Adam Horovitz – śpiew, gitara elektryczna
- Michael Diamond – śpiew, perkusja
- Adam Yauch – śpiew, gitara basowa
- John Klemmer – samplowanie
- Eugene Gore – skrzypce
- Eric Bobo – instrumenty perkusyjne
- Amery Smith – perkusja
- "Keyboard Money Mark" Nashita – instrumenty klawiszowe
- Q-Tip – śpiew
- Biz Markie – śpiew

## Lista utworów
1. "Sure Shot" – 3:19
2. "Tough Guy" – 0:57
3. "B-Boys Makin' With the Freak Freak" – 3:36
4. "Bobo on the Corner" – 1:13
5. "Root Down" – 3:32
6. "Sabotage" – 2:58
7. "Get It Together" – 4:05
8. "Sabrosa" – 3:29
9. "The Update" – 3:15
10. "Futterman's Rule" – 3:42
11. "Alright Hear This" – 3:06
12. "Eugene's Lament" – 2:12
13. "Flute Loop" – 1:54
14. "Do It" – 3:16
15. "Ricky's Theme" – 3:43
16. "Heart Attack Man" – 2:14
17. "The Scoop" – 3:36
18. "Shambala" – 3:40
19. "Bodhisattva Vow" – 3:08
20. "Transitions" – 2:31

## Wydania
- Japońskie wydanie Ill Communication zawiera dodatkowo cztery utwory:

1. "Dope Little Song" – 1:51
2. "Resolution Time" – 2:49
3. "Mullet Head" – 2:52
4. "The Vibes" – 3:06